# Dicranomyia (Dicranomyia) extranea
Dicranomyia (Dicranomyia) extranea is een tweevleugelige uit de familie steltmuggen (Limoniidae). De soort komt voor in het Neotropisch gebied.